# سد كامبورو
محطة كامبورو للطاقة الكهرومائية، المعروفة أيضًا بسد كامبورو، هي سد ترابي مملوء بالصخور على نهر تانا في كينيا، يمتد على حدود مقاطعتي إمبو وماشاكوس في المقاطعة الشرقية.
الغرض الرئيسي من السد هو توليد الطاقة الكهرومائية، وهو يدعم محطة طاقة بقدرة 93 ميغاواط. بدأ بناء السد عام 1971، واكتمل عام 1975، وبدأ تشغيل محطة الطاقة في العام نفسه.
تم تنفيذ المشروع بتمويل من البنك الدولي بمبلغ 23 مليون دولار أمريكي من إجمالي تكلفة المشروع البالغة 47 مليون دولار أمريكي. تُشغل محطة الطاقة شركة توليد الكهرباء الكينية، وهي جزء من مشروع "سفن فوركس".
يخلق السد خزانًا بسعة تخزين تبلغ 123,000,000 م3 (100,000 acre·ft) وتقع محطة الطاقة تحت الأرض أسفل الصنبور الأيسر مباشرةً، وتحتوي على ثلاثة مولدات توربينية فرنسية 31 ميجاوات. يُوفر فرق الارتفاع بين الخزان ومحطة الطاقة ضغطًا هيدروليكيًا صافيًا قدره 82 م (269 قدم).
تنتقل المياه المتدفقة من محطة الطاقة عبر مسار يبلغ 3,040 م (9,970 قدم) قدمًا نفق ذيل طويل قبل الوصول إلى تانا في خزان جيتارو.